# Mouvement indaliano
Le mouvement indaliano est un mouvement artistique et culturel né dans la ville espagnole d'Almería de 1943, date de son premier congrès tenu au Café Granja Balear, jusqu'à 1963, date de son deuxième et dernier congrès. Le mouvement a été fondé par le peintre et sculpteur d'Almería Jesús de Perceval. À l'époque, il a constitué un stimulant pour la société almérienne apathique de l'après-guerre et a joué un rôle déterminant dans l'histoire, la vie et la culture contemporaine de la ville.
Le mouvement tire son nom de l'Indalo, un symbole qui représente toute la province d'Almeria et que l'on retrouve couramment sur les façades des maisons, des véhicules, etc.

## Histoire
Le mouvement apparaît quelques années après la fin de la guerre civile. Cette période d'après-guerre est caractérisée par un vide culturel, en particulier dans le domaine des arts visuels. Le mouvement est fondé par le peintre et sculpteur d'Almeria Jesús de Perceval en 1945, lorsque les réunions commencent au Café Granja Balear et, à partir de ce moment, les peintres construisent leur cadre figuratif. Le point de départ est la différence culturelle d'Almeria, basée sur une culture ancestrale et méditerranéenne.
Regroupés autour de la figure de leur fondateur, Jesús de Perceval, ils revendiquent une régénération esthétique fondée sur les valeurs traditionnelles du sud de l'Espagne, en opposition aux mouvements d'avant-garde du nord, qui se traduit par une peinture réaliste moderne capable de saisir de manière unique le paysage almérien et ses habitants.

## Membres
Ses membres fondateurs sont connus sous le nom de « grupo de los siete », et sont Jesús de Perceval, Francisco Alcaraz, Luis Cañadas, Francisco Capulino, Antonio López Díaz, Miguel Canton Checa, et Miguel Roule.José Gómez Abad est également une figure éminente du mouvement indaliano
En août 2020, le dernier membre vivant du mouvement, Francisco Alcaraz, meurt à l'âge de 94 ans.